# Fortuna Muliebris tempel
Fortuna Muliebris tempel var ett tempel vid Via Latina i Rom, tillägnat gudinnan Fortuna.
Templet uppfördes på initiativ av konsul Proculus Verginius Tricostus Rutilus år 486 f.Kr. 
Det hade ett eget prästerskap, Sacerdos Fortunae Muliebris, och var föremål för en viktig kult. 